# 15946 Satinský
15946 Satinský è un asteroide della fascia principale. Scoperto nel 1998, presenta un'orbita caratterizzata da un semiasse maggiore pari a 2,6867484 UA e da un'eccentricità di 0,0955454, inclinata di 4,30005° rispetto all'eclittica.